# Nakajima Ki-43 Hayabusa
Истребитель И-1 (Сапсан) Сухопутных войск Императорской Японии  (яп.   Иссики сэнто:ки (Хаябуса)/Накадзима киёнсан ) — цельнометаллический легкий истребитель Сухопутных войск Японии. Условное обозначение РУ ВВС США Оскар (Oscar).

## История

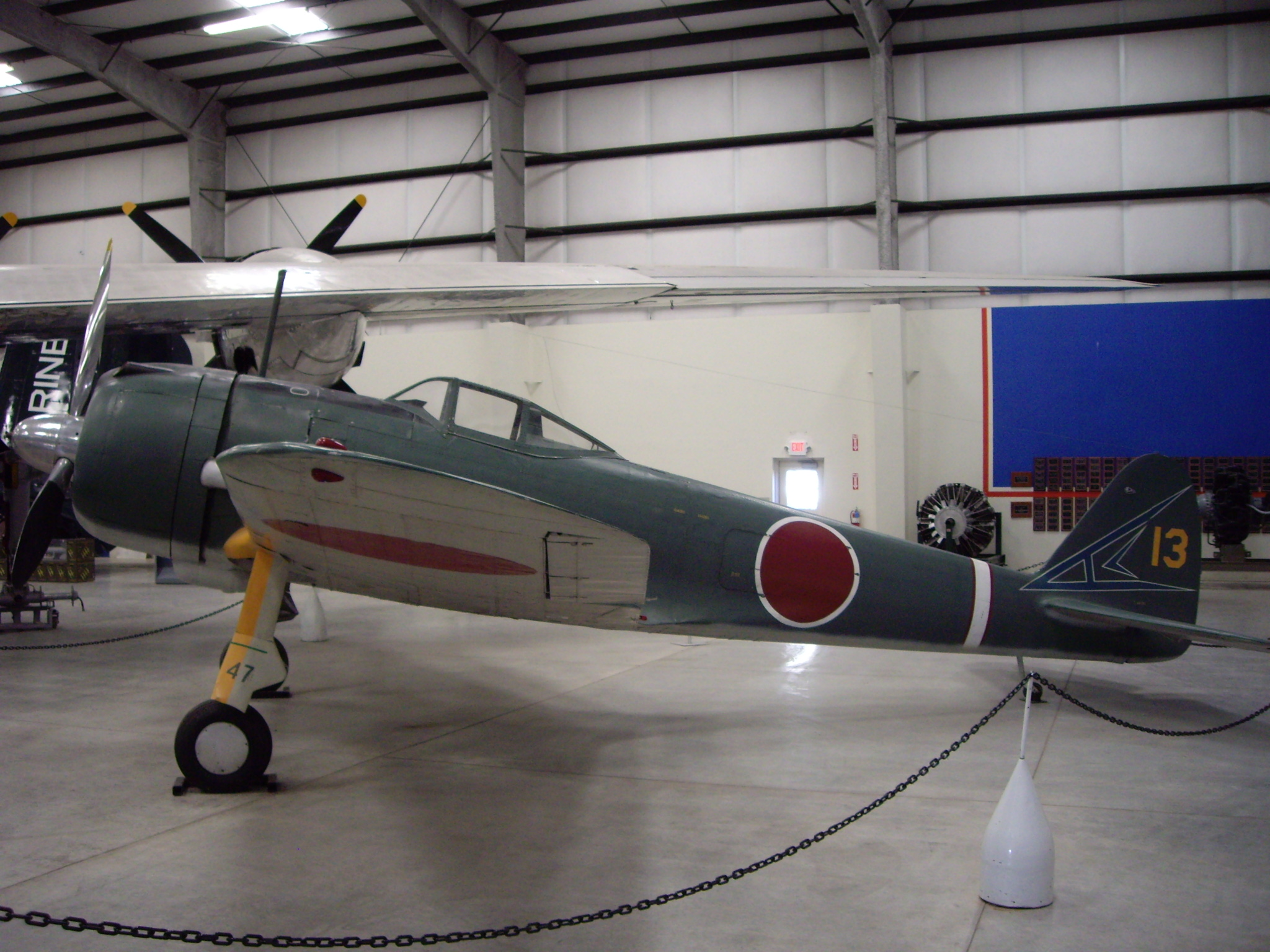
И-1 в Музее военной авиации Пима (г. Туксон, США)
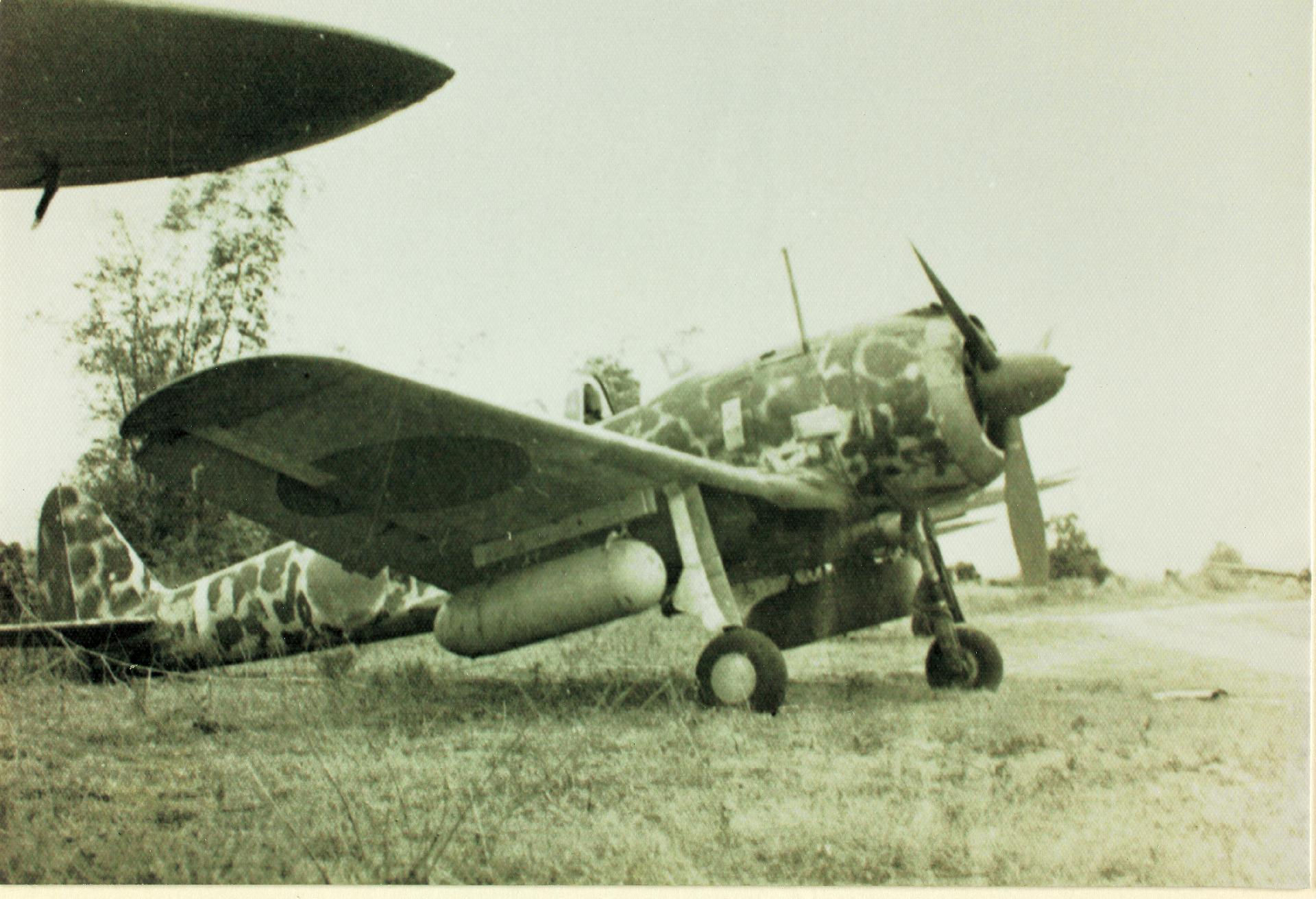
И-1 в камуфляжной окраске с ПТБ
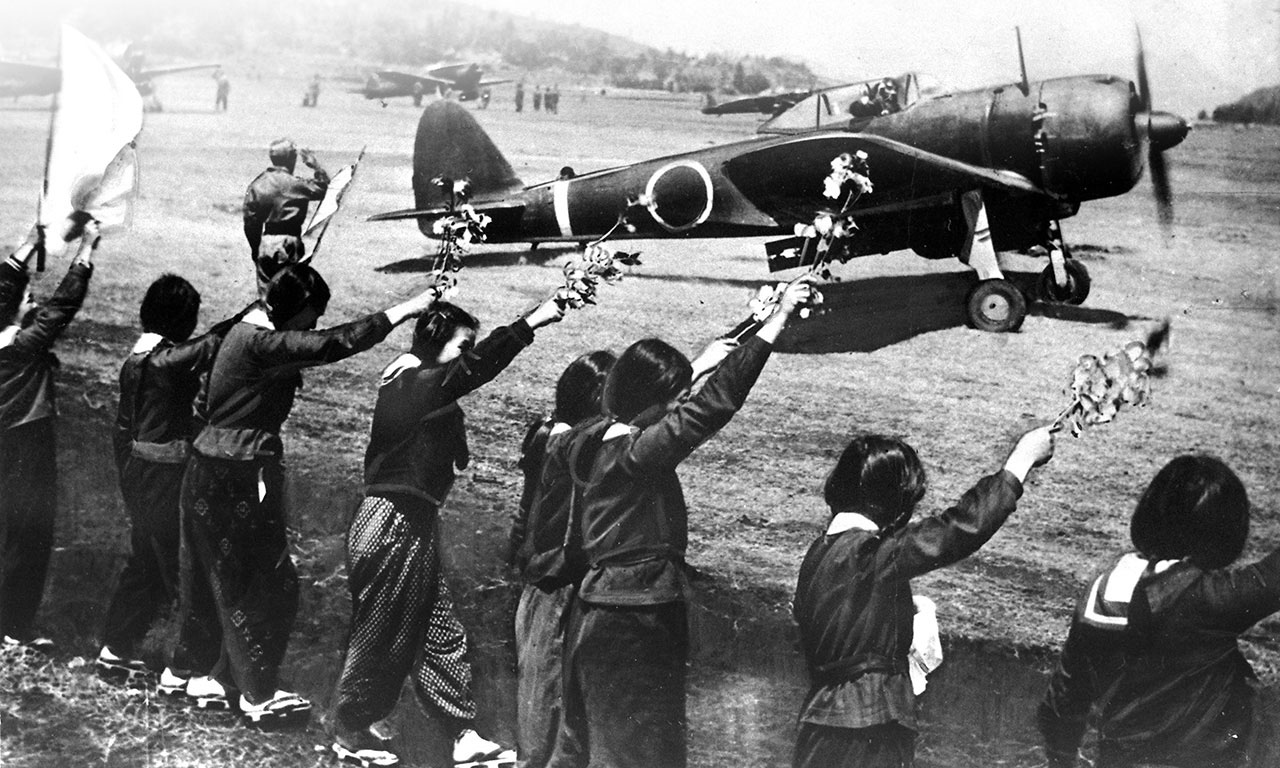
Проводы последнего вылета к острову Окинава (лейтенант Тосио Анадзава, весна 1945 г.)

К началу 1940-х годов основным истребителем армейской авиации Японии был высокоманевренный моноплан И-97. Одновременно с началом серийного выпуска И-97 ГУ авиации Сухопутных войск разработало тактико-техническое техническое задание на фрнтовой истребитель следующего поколения. Учитывая опыт КБ Накадзима, полученный при создании И-97, ГУ авиации Сухопутных войск приняло решение выдать ей заказ на создание истребителя следующего поколения под заводским шифром Ки.43.
ТТЗ Сухопутных войск на перспективный фронтовой истребитель включало требования:
- маневренность на уровне И-97
- убираемое шасси
- скорость не менее 500 км/ч
- дальность не менее 800 км
- набор 5 км за 5 мин.[1].

Разработка проекта началась в конце 1937 г., первый опытный полет совершен в начале 1939 г. Испытания показали, что машина уступает И-97 в легкости управления и маневренности, но большая дальность позволяла использовать её как на обширном китайском, так и на тихоокеанском театре. Нарекания строевых летчиков вызвали слабое вооружение, закрытая кабина и убираемое шасси. Отзывы лётчиков-испытателей были также крайне критическими, что могло означать означал свёртывание работ. Ведущий конструктор КБ Накадзима профессор Итокава сумел убедить военных в возможность добиться от машины заданных характеристик.
В результате КБ и завод Накадзима-Ота получили заказ на 10 предсерийных машин. В конструкции применили несколько новых решений: фюзеляж был удлинен и стал меньше по диаметру, хвостовое оперение доработано, увеличена площадь остекления фонаря. Для уменьшения радиуса виража две опытных машины получили боевые закрылки с гидроприводом. Для роста подъёмной силы крыла и манёвренных характеристик на возросших скоростях КБ Накадзима применило т. н. закрылки Фаулера, в результате чего скорость виража И-1 превышала И-97. Ценой маневренности стала малая прочность крыла: несмотря на усиление материала обшивки для строевых машин при боевом маневрировании нередким было растрескивание центроплана. Первая модификация несла пару АП-98 винтовочного калибра, на второй в конце 1941 г. один из пулеметов был заменен на АП-1 (лицензионный Браунинг 12,7 мм). Планировалась установка крупнокалиберной пулеметной пары, но АП-1 ранних серий часто заклинивал либо детонировал из-за низкокачественной обработки ствола.
Осенью 1940 г. успехом завершилась программа испытаний опытной машины №10, и головной завод Накадзима-Ота получил заказ на серийное производство. Машина была принята на вооружение Сухопутных войск по строем шифром И-1, позже получив имя собственное «Хаябуса»  (яп.  Сапсан). С 1942 г. машина получила условное обозначение разведки ВВС противника «Оскар».

## Производство
Весной 1941 года первые серийные И-1 были собраны на головном авиазаводе Накадзима-Ота и переданы в летные школы для подготовки летного и технического состава. До 1942 г. И-1 был лучшим фронтовым истребителем Сухопутных войск, в связи с чем производственные возможности завода не успевали за потребностями в частях. Весной 1943 г. было принято решение передать лицензионную документацию на гражданский авиазавод Татикава, где производство шло до осени 1944 г. Также пятьдесят машин были собраны по лицензии на авиазаводе №1 Сухопутных войск.

## Модификации

### Первая
Ранняя — с пулеметной парой 12,7 мм
Средняя — со смешанным вооружением (7,7 мм и 12,7 мм).
Поздняя — с крупнокалиберной пулеметной парой и подкрыльевыми пилонами.
К февралю 1943 г. выпущено 716 самолётов.

### Вторая
Ранняя — с крылом меньшего размаха, турбированным Д-115, двухскоростным нагнетателем, протектором баков и бронеспинкой. 
Вооружение из крупнокалиберной пулеметной пары и подкрыльевых пилонов с нагрузкой до 250 кг (или ПТБ 200 л). Производство с ноября 1942 г..
Средняя — с улучшенным воздухозаборником и маслорадиатором. Узлы бомбовой подвески вынесены за стойки шасси.
Поздняя — с дополнительным воздухозаборником, доработанной системой выхлопа и скоростью до 530 км/ч на высоте 4 км.

## Опытные

### Третья
Ранняя — с Д-115-2 (1,2 тыс. л. с.)
Средняя — с Д-115-3 (1,3 тыс. л. с.) и пушечным вооружением 20 мм.
Испытания до конца войны не завершены.
Общий выпуск И-1 всех модификаций составил 5,9 тыс. ед..

## Конструкция
Цельнометаллический одноместный одномоторный низкоплан с убираемым шасси.

### Фюзеляж
Фюзеляж полумонокок, круглый в носовой части и переходящий в овальный в хвостовой. Силовой каркас из 19 поперечных шпангоутов и продольных стрингеров, к которым клепкой впотай крепится обшивка толщиной 0,53 мм. Шпангоут №1 усиленный для крепления моторамы, он же является противопожарной перегородкой. Хвостовой шпангоут №19 переходит в задний лонжерон киля, куда крепится узел навески руля направления. Кабина пилота между шпангоутами №3-6. Технологически фюзеляж расстыковывается по болтовому креплению по шпангоуту № 9. Задняя частьвключает хвостовое оперение.

### Крыло
Крыло цельнометаллическое тонкого профиля. Низкорасположенное крыло стреловидное, трапециевидной формы с закругленными законцовками. Передняя кромка усилена полунервюрами. Угол стреловидности по передней кромке 43°, задняя кромка с обратной стреловидностью. Поперечное V 6 градусов. Силовой каркас: 3 лонжерона+21 нервюра. Обшивка крыла работающая, крепится клепкой впотай.
Механизация включает элероны и выдвижные закрылки. Элероны крепятся между нервюрами №2-11. К нервюрам крепятся узлы навески элеронов в виде петель. Силовой набор элеронов металлический, обшивка полотняная, вдоль передней кромки обшивка усилена стайной накладкой. Элероны снабжены триммерами.
Выдвижные цельнометаллические закрылки расположены у основания крыла. Для увеличения подъемной силы и кривизны профиля закрылки выдвигаются на 15 градусов за край крыла.

### Оперение
Хвостовое оперение классической схемы конструктивно жестко интегрировано в конструкцию хвостовой части. Вертикальное оперение — киль и руль направления. Киль цельнометаллический. Руль направления металлический каркас с полотняной обшивкой. Руль направления отклоняется на +/- 30 градусов.
Горизонтальное оперение — стабилизатор симметричного профиля и руль высоты. Стабилизатор свободнонесущий жестко установлен в горизонтальной плоскости. Три лонжерона стабилизатора крепятся к шпангоутам фюзеляжа. К заднему лонжерону шарнирно крепятся рули высоты. Отклонение руля высоты 32 градуса вверх и 18 градусов вниз. Рули высоты и руль направления имеют аэродинамическую балансировку.

### Шасси
Шасси убираемое двухстоечное с хвостовым колесом. Опоры крепятся к нервюре №13 и к переднему лонжерону. Амортизация стоек воздушно-масляная, тормоза механические. Система уборки и выпуска шасси гидравлическая и аварийная пневматическая. Хвостовое колесо неубираемое самоориентирующееся, амортизация масляно-пружинная.

### Силовая установка
Поршневой двигатель воздушного охлаждения Д-115 (двухрядный, радиальный, карбюраторный, 14-цил, 1150 л. с.). Крепление на кольцевую мотораму болтовое. Двигатель имеет двухскоростной нагнетатель с планетарным редуктором высотный автокорректор смеси в карбюраторе имеет. Двигатель использует бензин с октановым числом 92 при среднем расходе 310 г/л. с.
Двухлопастный металлический ВИШ диаметром 2,9 м (со второй модификации 2,8 м). Приводы регулировки винта от гидросистемы.
Топливная система включает четыре крыльевых непротектированных бака между лонжеронами (560 л). Предусмотрена подвеска двух сбрасываемых ПТБ (по 240 л). маслобак смонтирован За противопожарной перегородкой (45 л). масляная система с принудительной циркуляцией от зубчатого насоса. В обтекателе под двигателем смонтирован сотовый маслорадиатор, имевший отдельный воздухозаборник.

### Вооружение
Вооружение включает синхронизированную пулеметную пару в составе АП-89 7,7 м (лицензионный Виккерс) или АП-1 12,7 м (лицензионный Браунинг) в различных вариациях. Питание ленточное (250 патр. на ствол), прицельная дальность 650 м, скорострельность 900 выстр./мин..

## Боевое применение

### Императорская Япония
И-1 состоял на вооружении более чем тридцати ИАЭ Сухопутных войск (по 36 машин), став самым массовым истребителем Сухопутных войск и принимая участие во всех боевых действиях тихоокеанского театра.
С осени 1941 г. И-1 появились на вооружении смешанной авиадивизии (САД) №2 Сухопутных войск (авиация Квантунской армии). Боевое крещение истребитель получил в декабре 1941 года в боях по захвату Малайи. ИАЭ Сухопутных войск на И-1 участвовали в оккупации Сингапура, Бирмы и Индонезии, где показали подавляющее преимущество над истребителями «Буффало» Сухопутных войск США. Главной задачей И-1 были вылеты на прикрытие бомбардировочной авиации, но при массированных атаках противника И-1 несли значительные потери. К весне 1944 г. большинство боеспособных частей на И-1 были уничтожены, а И-1 не мог на равных противостоять новым машинами противника.

### Королевство Таиланд
В 1943 г. ВВС Таиланда была передана одна ИАЭ Сухопутных войск (двухротного состава, 24 машины). В течение второй половины 1944 года эскадрилья с тайскими летчиками несколько раз поднималась на перехват дальней и стратегической авиации США (В-24 и В-29). В 1949 г. был списан последний И-1 ВВС Таиланда ввиду изношенности и отсутствия запасных частей. В Индокитае трофейные И-1 были переданы колониальным ВВС Франции и эксплуатировались до замены на Спитфайр-IX. Силы народной безопасности Индонезии использовали И-1 против колониальных ВВС Нидерландов вплоть до 1947 г..

## Характеристики

### Технические
- Экипаж: 1 человек
- Длина: 8,9 м
- Размах крыла: 10,8 м
- Высота: 3,6 м
- Площадь крыла: 21,3 м²
- Масса пустого: 1,9 т
- Масса снаряженного: 2,5 т

Общий вид первой модификации

- Максимальная взлетная масса: 2,8 т
- Двигатель: Д-115 (Накадзима-Процветание) (радиальный, 14-цил., 1,1 тыс. л. с.

### Лётные
- Максимальная скорость: 558 км/ч (6 км)/ 475 км/ч (на уровне моря)
- Крейсерская скорость: 440 км/ч
- Дальность: 1,5 тыс. км
- Практическая дальность: 3,2 тыс. км
- Практический потолок: 11 км
- Скороподъёмность: 15,3 м/с (до 6 км)

### Вооружение
- Пулемётное: пара АП-1 (по 250 патронов)
- Бомбовая нагрузка: пара ОФАБ-250

## Источник
- http://www.cofe.ru/avia/N/N-17.htm
- Hiroshi Ichimura. Ki-43 ‘Oscar’ Aces of World War 2. — Osprey Publishing, 2009. — 96 с. — ISBN 9781846034084.